# Mission des Nations Unies pour l’organisation d’un référendum au Sahara occidental

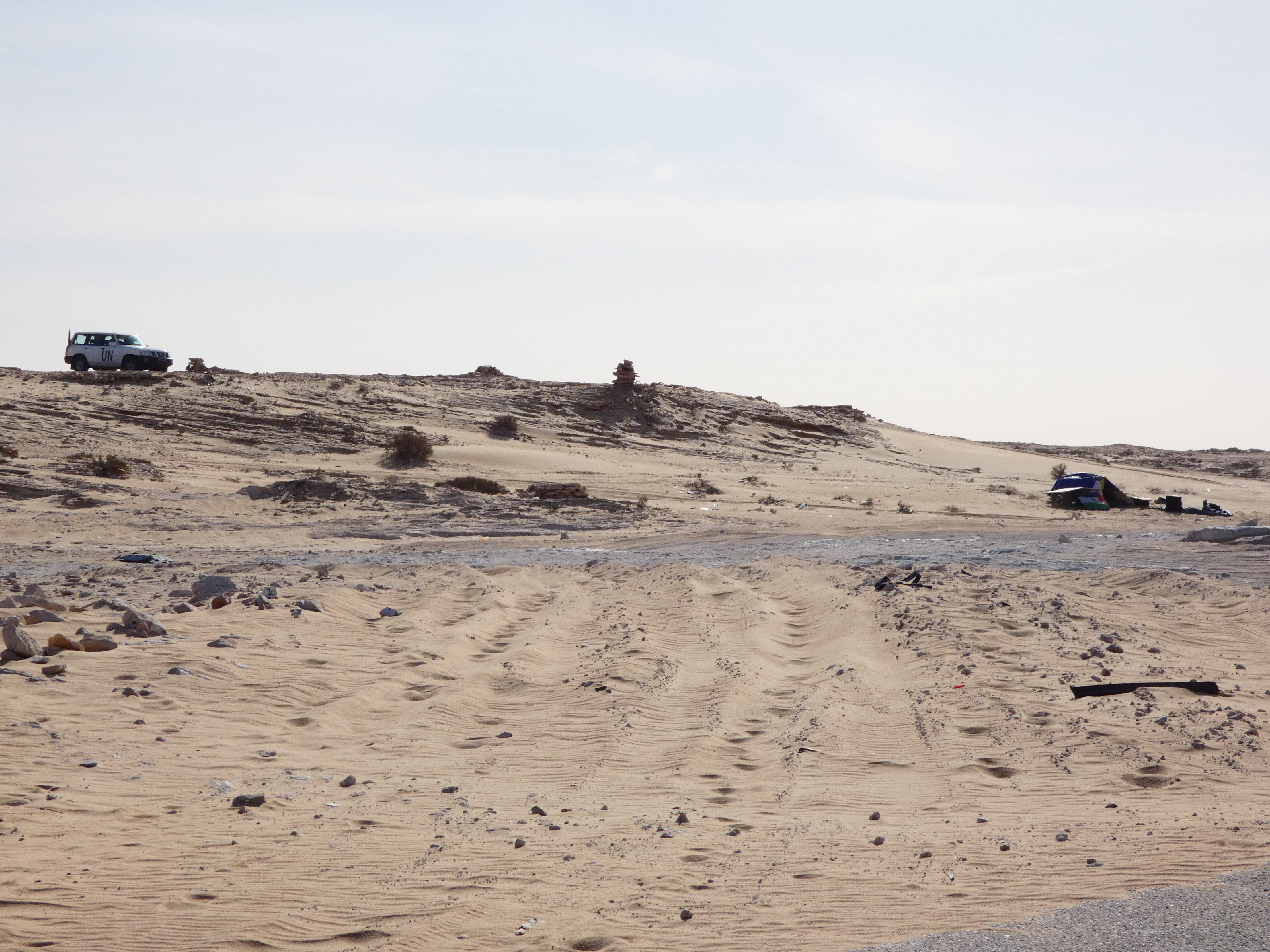
Rechts ein Posten der Frente Polisario, links dahinter ein Fahrzeug der UN-Mission; im Süden der Westsahara (2017)

Die Mission des Nations Unies pour l’organisation d’un référendum au Sahara occidental, kurz MINURSO (englisch: United Nations Mission for the Referendum in Western Sahara) ist eine Mission der Vereinten Nationen und wurde im April 1991 auf Empfehlung des UN-Generalsekretärs vom UN-Sicherheitsrat eingesetzt; das Mandat umfasst die Überwachung des Waffenstillstands in der Westsahara, sowie die Durchführung eines Referendums, in dessen Rahmen zwischen einer Integration in den marokkanischen Staat und der Unabhängigkeit gewählt werden soll.

## Organisation

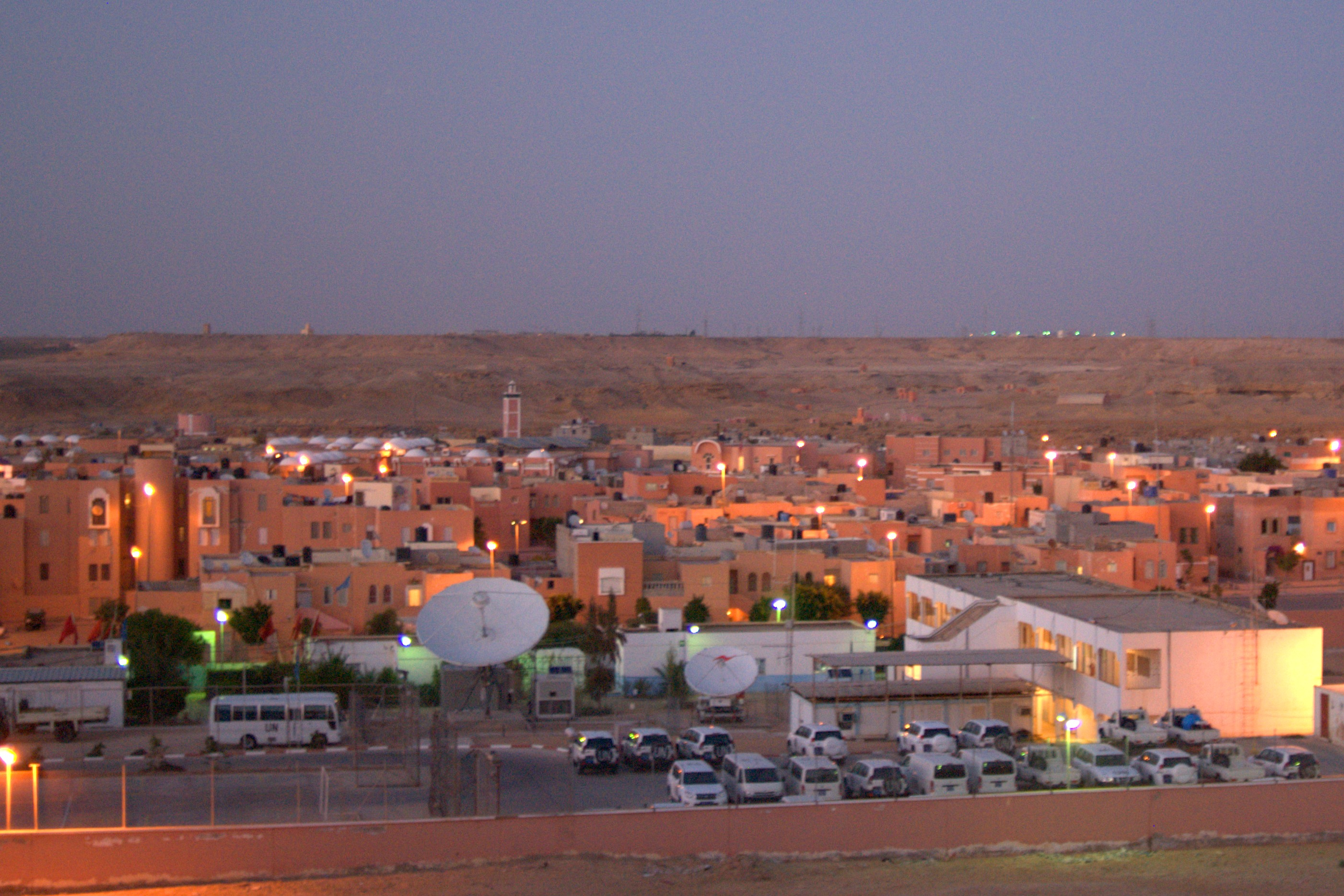
Ansicht des Hauptquartiers der UN-Mission in El Aaiun in Westsahara aufgenommen im Juli 2012

Die maximale Stärke der Beobachtermission beträgt 245 autorisierte Militärangehörige (Stand: August 2021), sowie 433 zivile Mitarbeiter und 11 UN-Freiwillige.
Das – aufgrund des bislang ausgebliebenen Referendums und des nach wie vor ungeklärten Status des Territoriums – weiterhin notwendige Mandat der Mission wird regelmäßig um ein Jahr erneuert.
2018 und 2019 wurden die Mandate nur um sechs Monate verlängert – diese kürzere Befristung konnte als Zeichen des Drucks auf die Konfliktparteien gewertet werden, nach den Eskalationen in der Pufferzone sowie einem stagnierenden Status quo wieder zu direkten Gesprächen zurückzufinden.
Der Deutsche Wolfgang Weisbrod-Weber war am 15. Juni 2012 vom UN-Generalsekretär Ban Ki-moon zum neuen Sonderbeauftragten für Westsahara und Leiter der MINURSO ernannt worden. Am 31. Juli 2014 trat die Kanadierin Kim Bolduc, zuletzt Koordinatorin der Vereinten Nationen für Entwicklungsprogramme (UNDP) in Panama sowie stellvertretende Sonderbeauftragte bei den Vereinten Nationen in Haiti (MINUSTAH), seine Nachfolge an.
Ihr folgte am 1. Dezember 2017 der Kanadier Colin William Stewart nach.

### Force Commander
| Nr. | Name                                     | Nationalität        | Beginn der Berufung | Ende der Berufung |
| --- | ---------------------------------------- | ------------------- | ------------------- | ----------------- |
| 1.  | Generalmajor Armand Roy                  | Kanada              | Sep. 1991           | Apr. 1992         |
| 2.  | interim: Brigadegeneral Luis Block Urban | Peru                | Apr. 1992           | Okt. 1992         |
| 3.  | Brigadegeneral Andre Van Baelen          | Belgien             | Okt. 1992           | Apr. 1996         |
| 4.  | Generalmajor Jose Garcia Leandro         | Portugal            | Apr. 1996           | Nov. 1996         |
| 5.  | Generalmajor Jorge Barroso de Moura      | Portugal            | Dez. 1996           | Juli 1997         |
| 6.  | Brigadegeneral Bernd S. Lubenik          | Österreich          | Aug. 1997           | Okt. 1999         |
| 7.  | Brigadegeneral Claude Buze               | Belgien             | Nov. 1999           | Aug. 2002         |
| 8.  | Generalmajor Gyorgy Szaraz               | Ungarn              | Aug. 2002           | Aug. 2005         |
| 9.  | Generalmajor Kurt Mosgaard               | Dänemark            | Sep. 2005           | Aug. 2007         |
| 10. | Generalmajor Zhao Jingmin                | Volksrepublik China | Aug. 2007           | Juli 2011         |
| 11. | Generalmajor Abdul Hafiz                 | Bangladesch         | Juli 2011           | Juli 2013         |
| 12. | Generalmajor Imam Edy Mulyono            | Indonesien          | Aug. 2013           | Sep. 2015         |
| 13. | Generalmajor Tayyab Azam                 | Pakistan            | Sep. 2015           | Nov. 2016         |
| 14. | Generalmajor Wang Xiaojun                | Volksrepublik China | März 2017           | Apr. 2019         |
| 15. | Generalmajor Zia Ur Rehman               | Pakistan            | Apr. 2019           | März 2023         |
| 16. | Generalmajor Fakhrul Ahsan               | Bangladesch         | März 2023           |                   |

## Deutsche Beteiligung
Die Bundesregierung hat am 16. Oktober 2013 die Teilnahme von bis zu vier Offizieren der Bundeswehr beschlossen und damit einer Anfrage der Vereinten Nationen vom 16. September 2013 entsprochen. Der Kabinettsbeschluss gilt unbefristet bis zur Beendigung der Mission.

## Schweizer Beteiligung
Die Schweizer Armee beteiligte sich von November 1991 bis August 1994 mit einer Swiss Medical Unit (SMU) mit maximal 85 Angehörigen an der MINURSO. Am 10. November 1993 beschloss der Bundesrat das Mandat der SMU ein letztes Mal bis zum 30. Juni 1994 zu verlängern. Während das Gros der SMU Ende Juni 1994 in die Schweiz zurückkehrten, blieben einzelne SMU-Mitglieder noch bis August 1994 vor Ort, um die Übergabe an Südkorea zu gewährleisten, welches die medizinische Nachfolge der SMU antrat. Seit Juli 2011 wurde die Mission von der Schweiz mit zwei Minenräumspezialisten unterstützt. Im Juli 2014 wurde die Schweiz von der UNO für die Entsendung von unbewaffneten Militärbeobachtern angefragt. Die Abklärungen des VBS haben ergeben, dass die Schweizer Armee über die gesuchten Militärbeobachter verfügt. Der Bundesrat hat deshalb beschlossen, die MINURSO mit bis maximal sechs unbewaffneten Armeeangehörigen zu unterstützen.